# Modulación por longitud de onda
La modulación por longitud de onda es un sistema de modulación, utilizado en algunas aplicaciones de espectroscopia de absorción con láser, tanto atómica como molecular para medir la amplitud de los picos del espectro de la onda que se superponen a la interferencia y la inestabilidad de la radiación de fondo (pico a pico o valle a valle), de forma parecida a como se hace en la espectroscopia por modulación de frecuencia. La modulación por longitud de onda utiliza un sistema modulador que varía la longitud de onda observada de forma periódica. Puede consistir por ejemplo, en un voltaje oscilante aplicado a un diodo láser sintonizable, a una fuente de luz o una placa refractor oscilante instalada en el camino de la luz en el interior de una ranura de entrada de un monocromador.
Cuando el intervalo de modulación coincide con un pico espectral, se genera un componente de CA del foto-señal proporcional al pico de intensidad. El espectro de fondo, por otro lado, normalmente cambia poco sobre el intervalo de modulación y, por tanto produce muy poco componente de CA. Normalmente se utiliza un amplificador Lock-in para poder medir la amplitud del componente de CA del foto-señal. La señal de referencia para el amplificador Lock-in se deriva del oscilador que utiliza el modulador de longitud de onda. En sistemas basados en ordenadores modernos las funciones del amplificador Lock-in pueden ser sustituidas por software ejecutado dentro de un DSP